# 勾陳三
小熊座ε，又名BD+82 498，HD 153751、SAO 2770、HR 6322，是小熊座的一颗恒星，视星等为4.23，位于銀經115，銀緯31.05，其B1900.0坐标为赤經16h 56m 12.2s，赤緯+82° 31.05′ 8″。